# 秀吉でごザル!!
『秀吉でごザル!!』（ひでよしでごザル!!）は、たなかかなこによる日本の漫画作品。単行本は全7巻。

## 概要
豊臣秀吉を主人公とした歴史漫画。農民出身から関白にまで上りつめた豊臣秀吉の生き様を、前作『破戒王〜おれの牛若〜』同様、たなかかなこが独自の視点で描く。武士に反感を持ちながらも、藤吉郎が、少しずつ成り上がる様子が描かれている。
『週刊ヤングジャンプ』（集英社）の増刊号である『漫革』53号（2006年）より連載開始。2008年より『漫革』の後身である『月刊ヤングジャンプ』にて最終号（2010年9月号）まで連載された。単行本化に際し、最終話が大幅に（50ページ分）加筆されている。

## 登場人物

### 織田軍
木下藤吉郎（きのした とうきちろう）
本作の主人公。熱田神社で見たお市の美しさに感激し、お市に好かれるため桶狭間の戦いから織田軍入り。
史実通り小柄で線が細いが引き締まった筋肉をしているが、作中では強い方ではなく、腕力で勝利することは基本的になく、持ち前の機転と知恵で難局を乗り切る。もともと農民であったため、武士や力で押し切ろうとする人間に反感を持っている。また、権力への憧れが強く、保身と出世のために必要とあれば卑屈な態度をとることも辞さないが、プライドがないわけではなく悔しさに涙を流すことも多い。冷酷に徹しようとすることが多いが、根が善人であるため弱いものを守ることが多い。
竹中半兵衛を部下に加えた事で彼の作戦を実行し着々と出世しているが、私生活ではねねとの確執やお市の結婚、更にはお市の前でお市の子供を殺させられ、お市を発狂させてしまうなど決して幸福とは言えない道どりを歩んでいる。これをきっかけに信長と近衛が対立するように仕組み、その結果信長を近衛と明智の手で殺させる事に成功した。明智光秀との戦いでは光秀を自力で倒し、自暴自棄になった光秀を諭して逃亡させている。
「猿冠者」という巨大な猿の「憑き鬼神」に憑かれており、気合を入れた時など、背後に巨大な猿が現れる。のち、近衛前久により「憑き鬼神」を使役する方法を教わる。
織田信長（おだ のぶなが）
藤吉郎の主君。南蛮風の衣装を好み、作中ではマントを羽織り、西洋帽子をかぶって登場するシーンが多い。感情の起伏が激しく、たいそう気難しい人物。藤吉郎の才能を信頼しているようであるが、虐待に限りなく近い扱いをしており、たびたび藤吉郎の反感を買っている。本人曰く「可愛いほど苛めとうなる」とのこと。父の死後、母や弟の裏切りにあった中で唯一自分の傍らに残った妹のお市と肉体関係を持っており、上記の理由も相まって強い執着を示している。
一度は間柄が武器として携帯していた朝倉義景の刀型憑き鬼神により心臓を貫かれて死亡するが、その際に内面世界で自らに憑く「天魔」或いは「サタン」と呼ばれる人間の体に山羊の頭をもつバフォメットの様な姿の「憑き鬼神」と出会い、「キリシタンの台頭により数少なくなった自然神（憑き鬼神）の住みやすい国である日本を守る」という契約に対して「世界中を日本にすると宣言」し、この取り決めにより天魔の力を得て「第六“天魔”王 織田信長」として復活、その際に母への蟠りも捨てている。お市が戻ってきてからは朝廷へのクーデターを画策する一方でお市を偏愛し帰蝶を顧みる事がなくなったが、これがかつての帰蝶の許婚であり信長と帰蝶の婚姻に不満を持っていた光秀の怒りを再燃させ決起させる結果となった。本能寺にて降伏したふりをして近づいてきた近衛と戦うが、憑き鬼神を使える近衛に対して信長はサタンに協力を拒絶され生身で戦う事を強いられ切り捨てられる。遺体は近衛の手によって御所の庭先に埋められ日本国安寧の礎にされた。
サタンが信長への協力を拒んだのは自分を受け入れてくれたアマテラスに連なる朝廷に対し信長がクーデターを画策したためであり、日本国の守護を自認するサタンにとって信長は自分を使役できる稀有な存在ではあったが、もはや敵でしかなくなっていたからである
帰蝶（きちょう）
信長の正室。「濃姫」という名の方が有名だが本作では「帰蝶」という名で登場している。夫の目にかけた人物に対しての過酷な態度が後々災いとならないか危惧している。お市が織田家に戻ってきてからは夫はお市ばかりにかまけていた為に孤独であり、織田家家臣となっていた明智光秀に求められて関係を持つに至る。
お市（おいちのかた）
信長の妹。浅井長政の下に政略結婚として嫁いでいる。藤吉郎が一目惚れした相手で、実質的に藤吉郎が織田についたきっかけともいえる人物。なお、信長は市を非常に愛しており、神の名を騙りお市を侮辱した謎の人物（藤吉郎）がいると聞くと激昂し、見つけしだい「千切り殺す」と宣言していた。
ねね
お市の侍女で、信長に惚れていたが藤吉郎に命を救われ、同じ下層身分の出身ながら諦めず上を目指し続ける藤吉郎に可能性を見出し結婚するも、妊娠中に竹中半兵衛が女であり、夫と不倫関係にあるのを目撃してしまう上にそのショックから崖から転落して重傷を負う、医師から「ねねと赤子どちらかしか助けられない」と告げられた藤吉郎は迷わずねねを助けるという選択をするが、赤子の死を恨んだねねはそのまま放浪の旅に出てしまう。旅先で出会った孫市と関係を持った状態で藤吉郎と再会を果たす。
竹中半兵衛（たけなか はんべえ）
戦国最高の軍師で「まつろわぬ者」を率いて信長に反抗していた。だが、藤吉郎の人柄に惚れ込み、斉藤龍興から織田軍に入る。この「まつろわぬ者」たちの建築技術により藤吉郎は墨俣一夜城を造っている。
本作品においては史実と異なり半兵衛は女性という設定。藤吉郎の前以外では兜で顔を隠している。藤吉郎とは愛人関係にあり、その事が藤吉郎とねねの関係に暗い影を落とす事となる。後に体を壊し秀吉の腕の中で絶命。
松永久秀（まつなが ひさひで）
「戦国の梟雄」と恐れられる老人。かつては信長と敵対するも、藤吉郎に敗北。その際、策謀家でありながら明るく前向きな藤吉郎の人柄に感服し、藤吉郎の部下となる。奇矯な性格で、かなりの人間不信であり、フクロウ型憑き鬼神の「沖胡桃」を「最も信頼の足る友人」として扱っている。また、「鳥の王」である沖胡桃を通じて鳥を操ることも可能。後に上杉討伐に反対したため立場が危うくなった秀吉を助けるために謀反を起こし、その一件をうやむやにした。

### 浅井・朝倉軍
浅井長政（あざい ながまさ）
近江に割拠する武将。信長の妹、お市の方との政略結婚を結ぶが、血縁関係の織田氏と代々同盟関係であった朝倉氏の間に挟まれ苦悩の末に信長を裏切ることになる。
朝倉義景（あさくら よしかげ）
越前の武将。領土経営はかなり上手く、信長侵攻まで越前は乱世とは思えないほど平和な国であった。やがて、近江を狙う信長と戦うため、浅井長政と共に信長を破滅させようと企てる。憑き鬼神は目・口・手の生えた刀型憑き鬼神であり普段は普通の刀として間柄の腰に刺さっている。
作者からは「信長を最も苦しめた武将の1人」と評価されている。
間柄十郎左衛門（まがら じゅうろうざえもん）
近江の剛の者。巨大な体躯をしており、イカを思わせる兜を被っている。
表向きは浅井家の武将であるが、実際は朝倉義景が送り込んだ監視役であり、兜の浅井家の家紋の下には朝倉家の家紋が隠されていた。刀に擬態した朝倉義景の憑き鬼神を携帯しており、その恩恵により「無敵の武将」と称されている。

### その他
雑賀孫市（さいか まごいち）
紀州雑賀党の傭兵。火縄銃の扱いにかけては神がかったものがあり、濃霧の中でも目標に命中させることが可能。境商人に雇われていた時はさんざん藤吉郎を苦しめるも、戦いが終わった後は藤吉郎とは友人となる。その後知り合った女性と関係を持ち同行させていたが、その女性が藤吉郎の妻のねねと知り苦悩する事となる。
近衛前久（このえ さきひさ）
朝廷では関白の役職についている大物政治家。「玉藻」という代々近衛家に伝わる「憑き鬼神」を使役し、祖先藤原鎌足から引き継いだ大鎌を使う。かつては乱世を終わりに導くために各地の有力大名の下に遣いを送り、時には自ら命がけで交渉にあたる事もあった。以前より天下人の育成に奔走していたが、信長次いで秀吉に目を付ける。そのやり口は足利義昭に命じて信長包囲網を形勢し一度は信長を死に追い詰めるなど苛烈を極めたが、最終的に目的のためなら手段を選ばない性格が災いし、秀吉の陰謀により信長との敵対を余儀なくされ、朝廷を信長から守るために信長に先んじて彼の狙っていた何の権限も無い太政大臣の地位を拝命して九州への逃亡を余儀なくされた。後に本能寺に現れ降伏するふりをして信長に近づき切り捨てた。
「憑き鬼神」に憑かれながらも自覚のなかった藤吉郎に対し、その使役のやり方を教えた。
千利休（せんのりきゅう）
松永久秀と共に上洛した藤吉郎の前に登場した。近衛前久と協力関係にある堺の商人。元は貧家の子で海で遭難した際に海底で出会った古代琉球貴族の霊の集合体の憑き鬼神と意気投合し共に行動する。
かつて目にした白磁の焼き物の美しさに心を救われた事を切っ掛けに争いを繰り返す武士を憎むようになり、日本を誰もが自分の心を救ったあの白磁の焼き物のような美しい物に触れられる美の世界とする事を至上の目的としている。
憑き鬼神は亀型であり性格はいたって穏やかで争いごとを好まないが、利休に攻撃した藤吉郎に怒りを露にする場面がある。水際においては水を操った攻防術に長けているが藤吉郎の機転を活かした猿冠者の攻撃に負傷する。

## 単行本
1. 2007年8月17日発売 ISBN 978-4-08-877311-7
2. 2008年5月19日発売 ISBN 978-4-08-877413-8
3. 2008年12月19日発売 ISBN 978-4-08-877568-5
4. 2009年7月17日発売 ISBN 978-4-08-877682-8
5. 2010年2月19日発売 ISBN 978-4-08-877789-4
6. 2010年8月19日発売 ISBN 978-4-08-879012-1
7. 2010年11月19日発売 ISBN 978-4-08-879059-6